# Cliftonville Football & Athletic Club
El Cliftonville Football & Athletic Club és un equip de futbol nord-irlandès de la ciutat de Belfast. Actualment juga a la Lliga nord irlandesa de futbol.

## Història
El club va ser fundat el 20 de setembre de 1879 al nord de Belfast. L'any 1890, el club inaugurarà el seu nou estadi Solitude. Abans el seu estadi fou Cliftonville Cricket Club prop d'Oldpark Road.

## Palmarès
- Lliga nord irlandesa de futbol: 3
  - 1905/06 (compartit amb Distillery), 1909/10, 1997/98
- Copa nord irlandesa de futbol: 8
  - 1882/83, 1887/88, 1896/97, 1899/00, 1900/01, 1906/07, 1908/09, 1978/79
- Copa de la Lliga nord irlandesa de futbol: 1
  - 2003/04
- Gold Cup: 3
  - 1923, 1933, 1980
- County Antrim Shield: 7
  - 1892, 1894, 1898, 1926, 1979, 1997, 2007
- Belfast Charities Cup: 10
  - 1884, 1886, 1887, 1888, 1889, 1897, 1906, 1908, 1909, 1924
- Alambra Cup: 1
  - 1922
- Floodlit Cup: 1
  - 1996
- Soccer Sixes: 1
  - 1995
- Charity Shield: 1
  - 1998
- Steel & Sons Cup: 6
  - 1900, 1902, 1907, 1908, 1914, 1922

## Jugadors destacats
- Michael Adair
- Bobby Carlisle
- Dr Kevin McGarry
- Marty Quinn
- Jim Platt
- Keith Alexander
- Marty Tabb
- Joe Kerr
- Mickey Donnelly
- Michael Ingham
- Stevie Small
- Michael Collins
- Thomas McCallion
- Eddie Patterson
- Tommy Breslin
- Billy Scott
- Noel O'Donnell